# Bernd Franke (Politiker)
Bernd Franke (* 23. November 1951; † 28. Januar 2021 in Saalfeld) war ein deutscher Politiker und Bürgermeister von Saalfeld von 1986 bis 1990.
Franke initiierte noch zu DDR-Zeiten, gemeinsam mit dem dortigen Bürgermeister Erich Stammberger, eine Städtepartnerschaft mit dem bundesdeutschen Kulmbach in Bayern, eine der ersten Städtepartnerschaften über die innerdeutsche Grenze hinweg. Die Partnerschaftsurkunde wurde am 15. September 1988 unterzeichnet.